# 埼玉県道65号さいたま幸手線

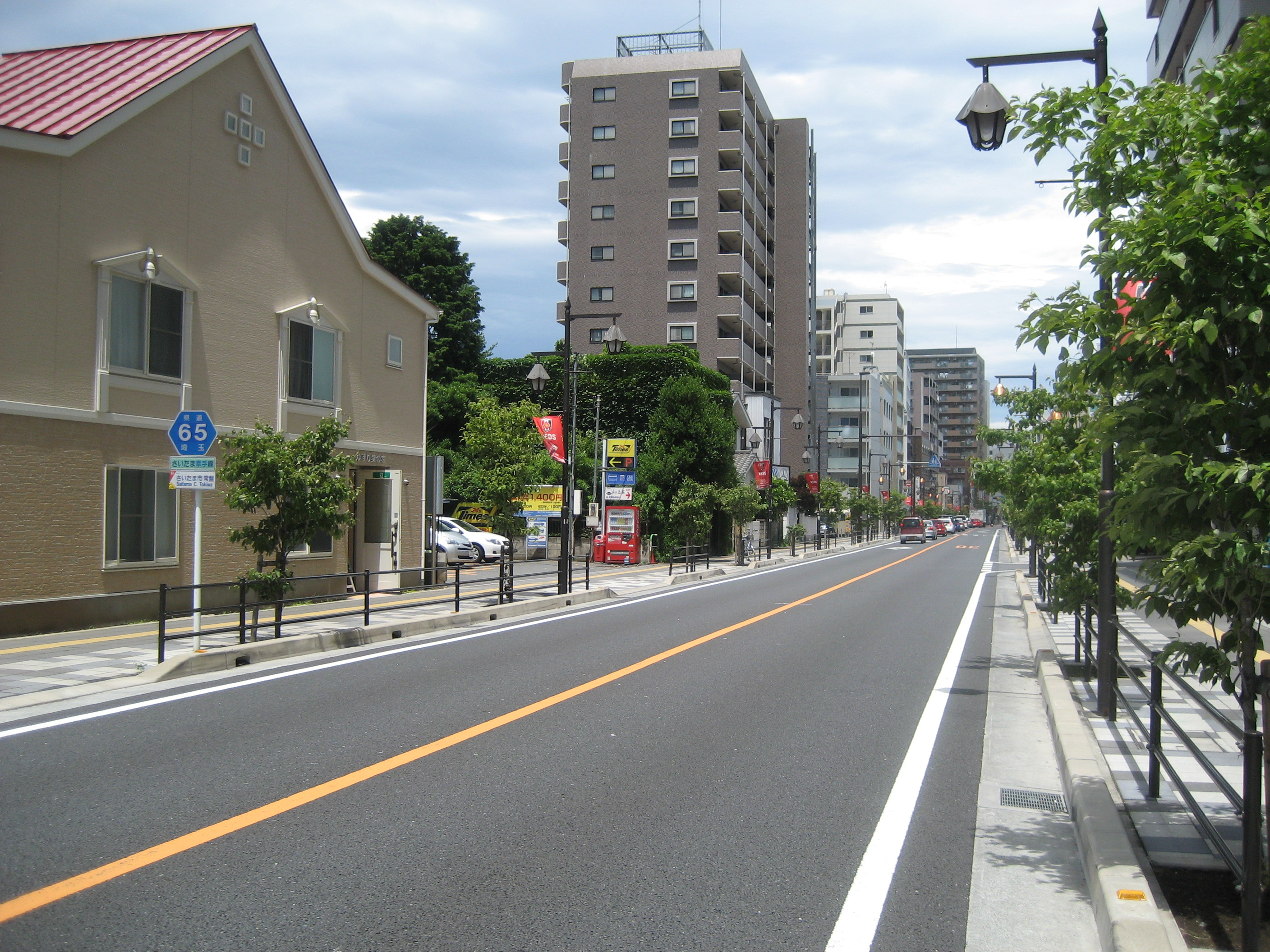
さいたま市浦和区常盤付近

埼玉県道65号さいたま幸手線（さいたまけんどう65ごう さいたまさってせん）は、埼玉県さいたま市浦和区高砂の浦和駅西口交差点から、同県幸手市内国府間の内国府間交差点までを結ぶ埼玉県の県道（主要地方道）である。

## 概要
さいたま市浦和区高砂から北浦和までは江戸時代の五街道の一つである中山道（後述のように現在も「旧中山道」または「中山道」と呼ばれている）、さいたま市見沼区東宮下から幸手市南までは同じく五街道の一つである日光街道の脇往還・日光御成街道、幸手市南から内国府間までは日光街道の道筋である。
元々は岩槻市（現・さいたま市岩槻区）から幸手市までの区間の路線で埼玉県道65号岩槻幸手線（主要地方道）という名称であったが、2005年（平成17年）4月に岩槻市がさいたま市に編入合併されたことを機に、路線名の市名が同じとなる埼玉県道64号さいたま岩槻線（主要地方道）を吸収する形で、さいたま市浦和区から同市岩槻区までの区間が延伸された。そのため現在、埼玉県道64号は欠番になっている。
なお、本道の起点から埼玉県さいたま市岩槻区加倉の国道122号との交点「加倉南交差点」までが旧埼玉県道64号さいたま岩槻線（2001年4月30日までは埼玉県道64号浦和岩槻線）の区間であり、埼玉県さいたま市岩槻区本町の国道122号との交点「本町交差点」から本道の終点までが旧埼玉県道65号岩槻幸手線の区間である。
旧中山道である起点の浦和駅西口交差点から北浦和東口交差点までは歩道・自転車レーン整備の都市計画が決定されており（都市計画道路中山道）、起点から仲町交差点、浦和橋から北浦和東口交差点までの整備が完了している。現在は浦和橋から仲町交差点の工事が進行している。また、2015年からは浦和駅西口交差点から仲町交差点までの美装化が行われている。
南埼玉郡宮代町の西粂原地区内（杉戸警察署管内）は速度違反取り締まり重点区間である（時間帯：12時 - 14時及び17時 - 19時、規制速度：時速40km）。杉戸署は取り締まり重点区間に選定した理由を「実勢速度が高く、重大事故の発生が懸念されるとともに、通過交通が多く、取り締まりの波及効果が高いため」としている。また、7月には新浦和橋下以南で浦和まつりが開催される。

## 地理

### 通過する自治体
- 埼玉県
  - さいたま市（浦和区、緑区、見沼区、岩槻区）
  - 白岡市
  - 南埼玉郡宮代町
  - 北葛飾郡杉戸町
  - 幸手市

### 通称
- 旧中山道（さいたま市浦和区 浦和駅西口交差点 - 北浦和駅東口交差点）[4][5][6][7][8] - 「中山道」と呼ばれることもある[9][10][11][12][13]。
- 浦高通り[14][15][16][10][11][12][13][8][17]（北浦和駅東口交差点 - 不明）
- 門前通り（さいたま市（旧浦和市）

### 接続・交差する主な道路
| 交差する道路                                     | 交差する道路                                     | 交差点名              | 所在地     | 所在地 |
| ------------------------------------------------ | ------------------------------------------------ | --------------------- | ---------- | ------ |
| 埼玉県道213号曲本さいたま線（旧中山道） 岸町方面 |                                                  |                       |            |        |
| 埼玉県道34号さいたま草加線（県庁通り）国道463号  | 埼玉県道34号さいたま草加線（県庁通り）国道463号  | 浦和駅西口            | さいたま市 | 浦和区 |
| 国道463号 （越谷街道）                           | （市役所通り）                                   | 仲町                  | さいたま市 | 浦和区 |
|                                                  | （新六間道路）                                   |                       | さいたま市 | 浦和区 |
| 国道463号（越谷浦和バイパス）                    | 国道463号（越谷浦和バイパス）                    | ※立体交差（新浦和橋） | さいたま市 | 浦和区 |
|                                                  | 埼玉県道164号鴻巣桶川さいたま線（旧中山道）      | 北浦和駅東口          | さいたま市 | 浦和区 |
| 埼玉県道35号川口上尾線（産業道路）               | 埼玉県道35号川口上尾線（産業道路）               | 領家                  | さいたま市 | 浦和区 |
| 埼玉県道1号さいたま川口線支線                    | 埼玉県道1号さいたま川口線支線                    | 木崎                  | さいたま市 | 浦和区 |
| 埼玉県道1号さいたま川口線（第二産業道路）        | 埼玉県道1号さいたま川口線（第二産業道路）        | 山崎                  | さいたま市 | 緑区   |
| 埼玉県道214号新方須賀さいたま線                  | 埼玉県道214号新方須賀さいたま線                  | 東新井                | さいたま市 | 見沼区 |
| 埼玉県道105号さいたま鳩ヶ谷線                    | 埼玉県道105号さいたま鳩ヶ谷線                    | 東宮下                | さいたま市 | 見沼区 |
| 埼玉県道2号さいたま春日部線                      | 埼玉県道2号さいたま春日部線                      | 宮ヶ谷塔西            | さいたま市 | 見沼区 |
| （東大宮バイパス）国道16号（岩槻春日部バイパス） | （東大宮バイパス）国道16号（岩槻春日部バイパス） | 宮ヶ谷塔              | さいたま市 | 見沼区 |
| 国道122号 （岩槻街道）                           | 国道122号（蓮田岩槻バイパス）                    | 加倉（北）            | さいたま市 | 岩槻区 |
| E4東北自動車道                                   | E4東北自動車道                                   | ※非接続               | さいたま市 | 岩槻区 |
| 埼玉県道324号蒲生岩槻線                          | 埼玉県道399号岩槻停車場線                        | 岩槻駅入口            | さいたま市 | 岩槻区 |
|                                                  | 国道122号                                        |                       | さいたま市 | 岩槻区 |
| 埼玉県道2号さいたま春日部線                      | 埼玉県道2号さいたま春日部線                      | 渋江                  | さいたま市 | 岩槻区 |
|                                                  | 埼玉県道154号蓮田杉戸線                          | 鹿室                  | さいたま市 | 岩槻区 |
| 埼玉県道78号春日部菖蒲線                         | 埼玉県道78号春日部菖蒲線                         | 岡泉                  | 白岡市     | 白岡市 |
| 埼玉県道85号春日部久喜線                         | 埼玉県道85号春日部久喜線                         | 和戸                  | 宮代町     | 宮代町 |
|                                                  | 埼玉県道372号下高野杉戸線                        | 和戸橋                | 杉戸町     | 杉戸町 |
| 埼玉県道414号幸手停車場線                        |                                                  | 幸手駅入口            | 幸手市     | 幸手市 |
|                                                  | 埼玉県道414号幸手停車場線                        | 中一丁目（南）        | 幸手市     | 幸手市 |
| 埼玉県道153号幸手久喜線                          | -                                                | 中一丁目              | 幸手市     | 幸手市 |
|                                                  | 埼玉県道152号加須幸手線                          | 荒宿                  | 幸手市     | 幸手市 |
| 国道4号（日光街道）                              | 国道4号（日光街道）                              | 内国府間              | 幸手市     | 幸手市 |

### 重複する区間
- 国道463号（さいたま市浦和区高砂「浦和駅西口交差点」 - さいたま市浦和区仲町「仲町交差点」）
- 埼玉県道2号さいたま春日部線（さいたま市見沼区「宮ヶ谷塔西交差点」 - さいたま市岩槻区本町）
- 国道122号（さいたま市岩槻区加倉「加倉北交差点」 - さいたま市岩槻区本町「本町交差点」）
- 埼玉県道154号蓮田杉戸線（さいたま市岩槻区鹿室「鹿室交差点」 - 白岡市岡泉「岡泉交差点」）
- 埼玉県道414号幸手停車場線（幸手市中「幸手駅入口交差点」 - 「中一南交差点」）

### 交差する鉄道路線
- JR東北本線（浦和駅 - 北浦和駅間、浦和橋）
- 東武野田線（東武アーバンパークライン）（岩槻駅 - 東岩槻駅間、立体交差、野田線が高架）
- 東武伊勢崎線（和戸駅 - 久喜駅間、踏切）

### 交差する河川
- 見沼代用水（西縁）（さいたま市緑区・浦和区、山中橋）
- 芝川（さいたま市浦和区・緑区、大道橋）
- 見沼代用水（東縁）（さいたま市見沼区、七里橋）
- 深作川（さいたま市見沼区、簀子橋）
- 綾瀬川（さいたま市見沼区・岩槻区、大橋）
- 元荒川（さいたま市岩槻区、慈恩寺橋）
- 新堀排水路（さいたま市岩槻区、橋架はなし。地下で交差）
- 黒沼用水（白岡市、高台橋）
- 隼人堀川（白岡市、往環橋）
- 姫宮落川（白岡市、橋場橋）
- 備前堀川（南埼玉郡宮代町、国納橋）
- 備前前堀川 (南埼玉郡宮代町、和戸小橋）
- 古利根川（南埼玉郡宮代町・北葛飾郡杉戸町、和戸橋）
- 南側用水路（幸手市大字上高野）
- 中郷用水路（幸手市大字上高野）
- 東武日光線（杉戸高野台駅 - 幸手駅間、踏切）
- 倉松川（幸手市、志手橋）
- 北側用水路（幸手市、筋違橋）

### 沿道の主な施設
| 施設                                     | 所在地         | 所在地         |
| ---------------------------------------- | -------------- | -------------- |
| 浦和ロイヤルパインズホテル・うらわ美術館 | さいたま市     | 浦和区         |
| 浦和元町シティ                           | さいたま市     | 浦和区         |
| 北浦和ターミナルビル                     | さいたま市     | 浦和区         |
| 埼玉県立浦和高等学校                     | さいたま市     | 浦和区         |
| 浦和消防署 木崎出張所                    | さいたま市     | 浦和区         |
| 思い出の里市営霊園                       | さいたま市     | 見沼区         |
| さいたま市立大谷小学校                   | さいたま市     | 見沼区         |
| 七里コミュニティセンター                 | さいたま市     | 見沼区         |
| 大宮大谷郵便局                           | さいたま市     | 見沼区         |
| さいたま市資源循環推進部 東清掃事務所    | さいたま市     | 見沼区         |
| さいたま市立東宮下小学校                 | さいたま市     | 見沼区         |
| 七里公民館                               | さいたま市     | 見沼区         |
| さいたま記念病院                         | さいたま市     | 見沼区         |
| 武蔵野銀行 七里支店                      | さいたま市     | 見沼区         |
| 東武バスウエスト宮下バス停〈折返場〉     | さいたま市     | 見沼区         |
| ホワイト急便東宮下工場                   | さいたま市     | 見沼区         |
| 特別養護老人ホーム見沼さくらの杜         | さいたま市     | 見沼区         |
| 大宮霊園                                 | さいたま市     | 見沼区         |
| 人間総合科学大学 岩槻キャンパス          | さいたま市     | 岩槻区         |
| 慈恩寺_(さいたま市)                      | さいたま市     | 岩槻区         |
| 久喜警察署 下野田駐在所                  | 白岡市         | 白岡市         |
| 下野田 (白岡市) 下野田一里塚             | 白岡市         | 白岡市         |
| 八幡神社                                 | 北葛飾郡杉戸町 | 北葛飾郡杉戸町 |
| 琵琶溜井                                 | 幸手市         | 幸手市         |
| 石井酒造                                 | 幸手市         | 幸手市         |
| 上高野神社                               | 幸手市         | 幸手市         |
| 幸手駅（東武日光線）                     | 幸手市         | 幸手市         |
| 幸手市立幸手小学校                       | 幸手市         | 幸手市         |
| 幸手市立幸手中学校                       | 幸手市         | 幸手市         |
| 埼玉県立幸手桜高等学校                   | 幸手市         | 幸手市         |

## 史跡
旧中山道沿い（仲町交差点そば）の仲町公園に浦和宿本陣跡があり、1972年4月19日に浦和市指定史跡（後にさいたま市指定史跡）となった。ここに、中山道六十九次のうち日本橋から数えて3番目の宿場である浦和宿の本陣があった。また、本陣の表門はさいたま市緑区大間木に移築（他は解体）され、1959年3月31日に浦和市指定有形文化財（後にさいたま市指定有形文化財）となった。
日光御成街道の道筋を踏襲している区間の沿道には、白岡市と北葛飾郡杉戸町に一里塚が現存し（杉戸町は一基のみ）、杉並木（さいたま市岩槻区）や松並木（北葛飾郡杉戸町）もわずかながら現存する。

## ギャラリー

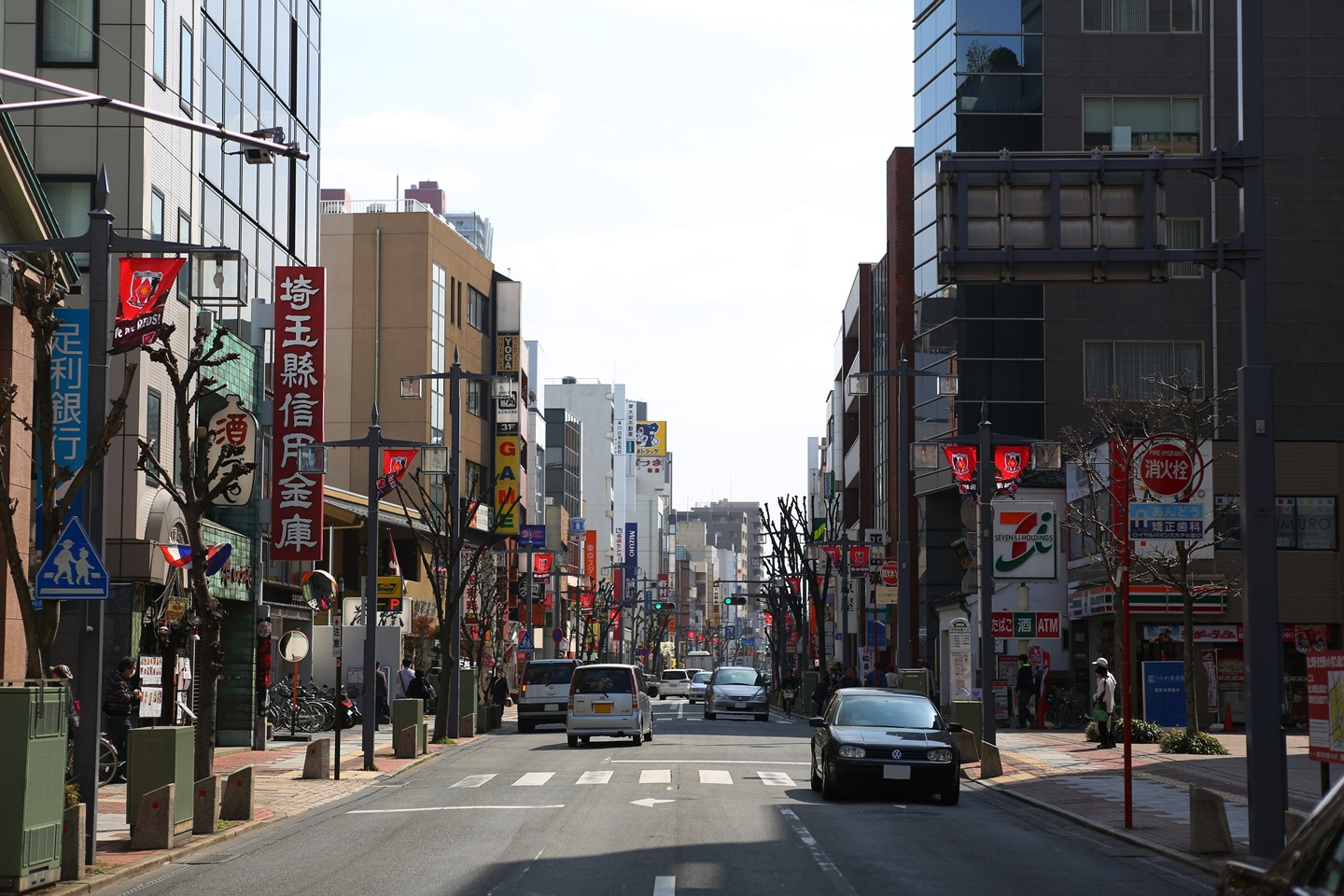
浦和駅周辺、国道463号との重複区間
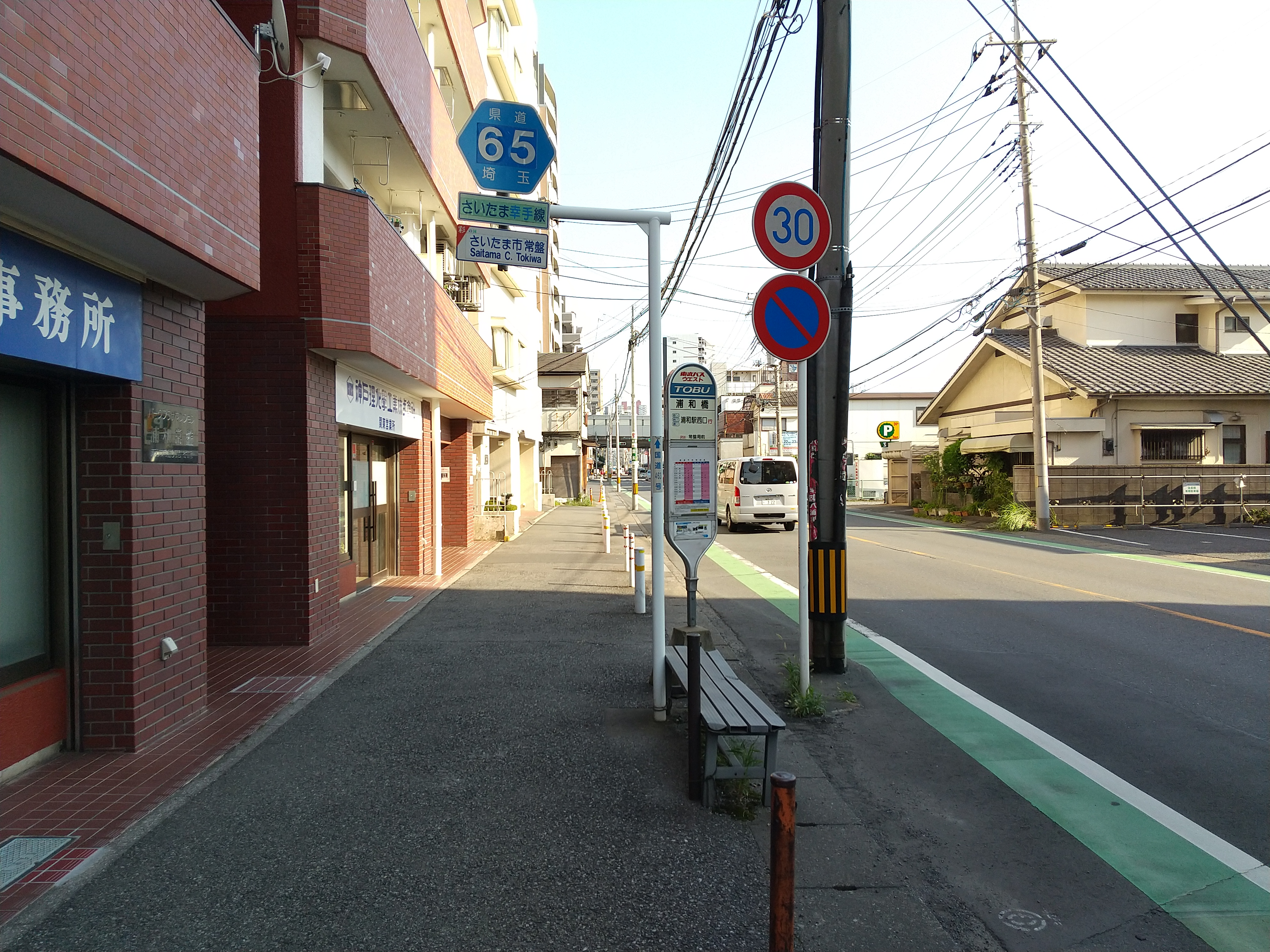
さいたま市浦和区常盤付近
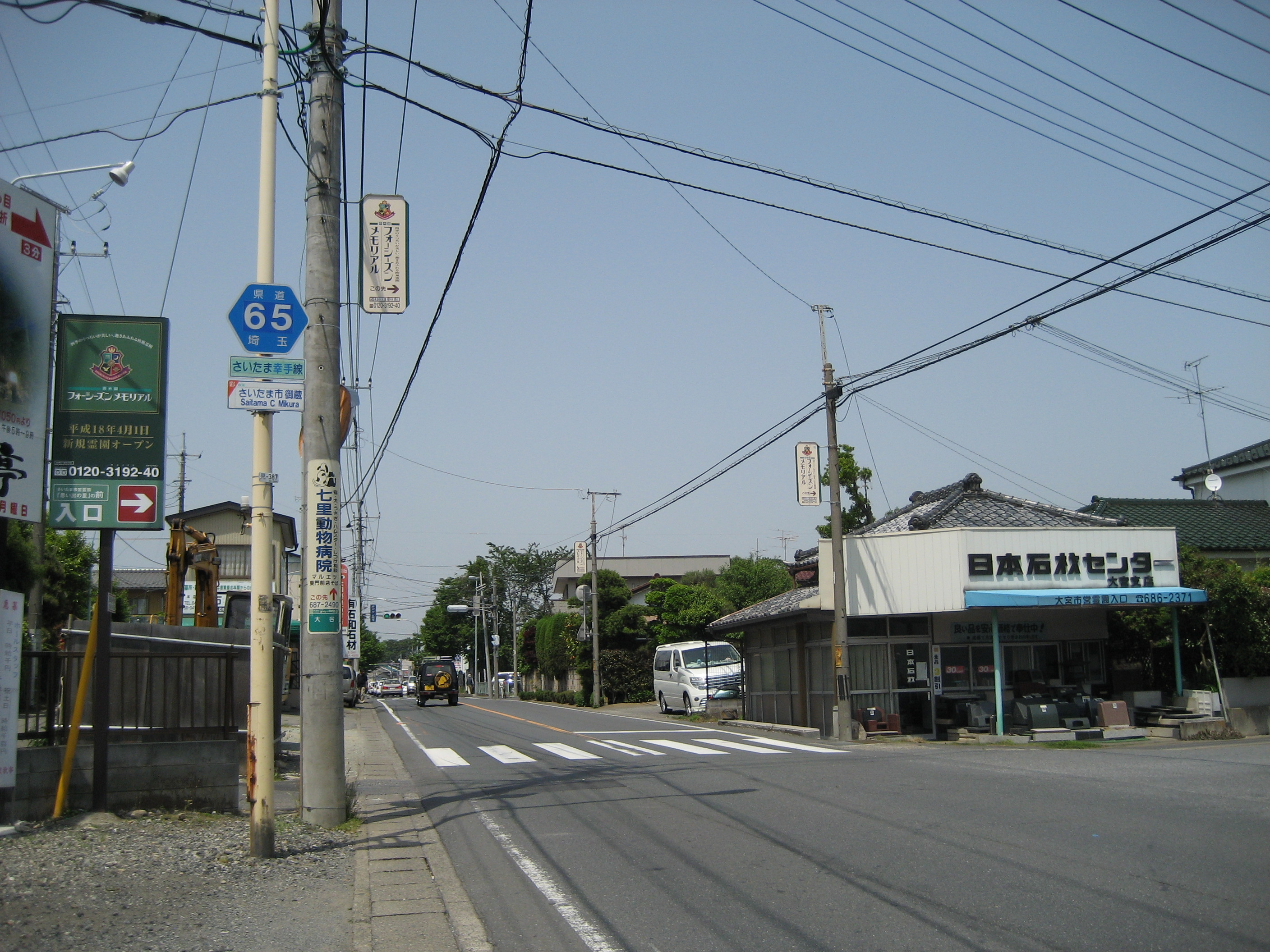
さいたま市見沼区大谷付近
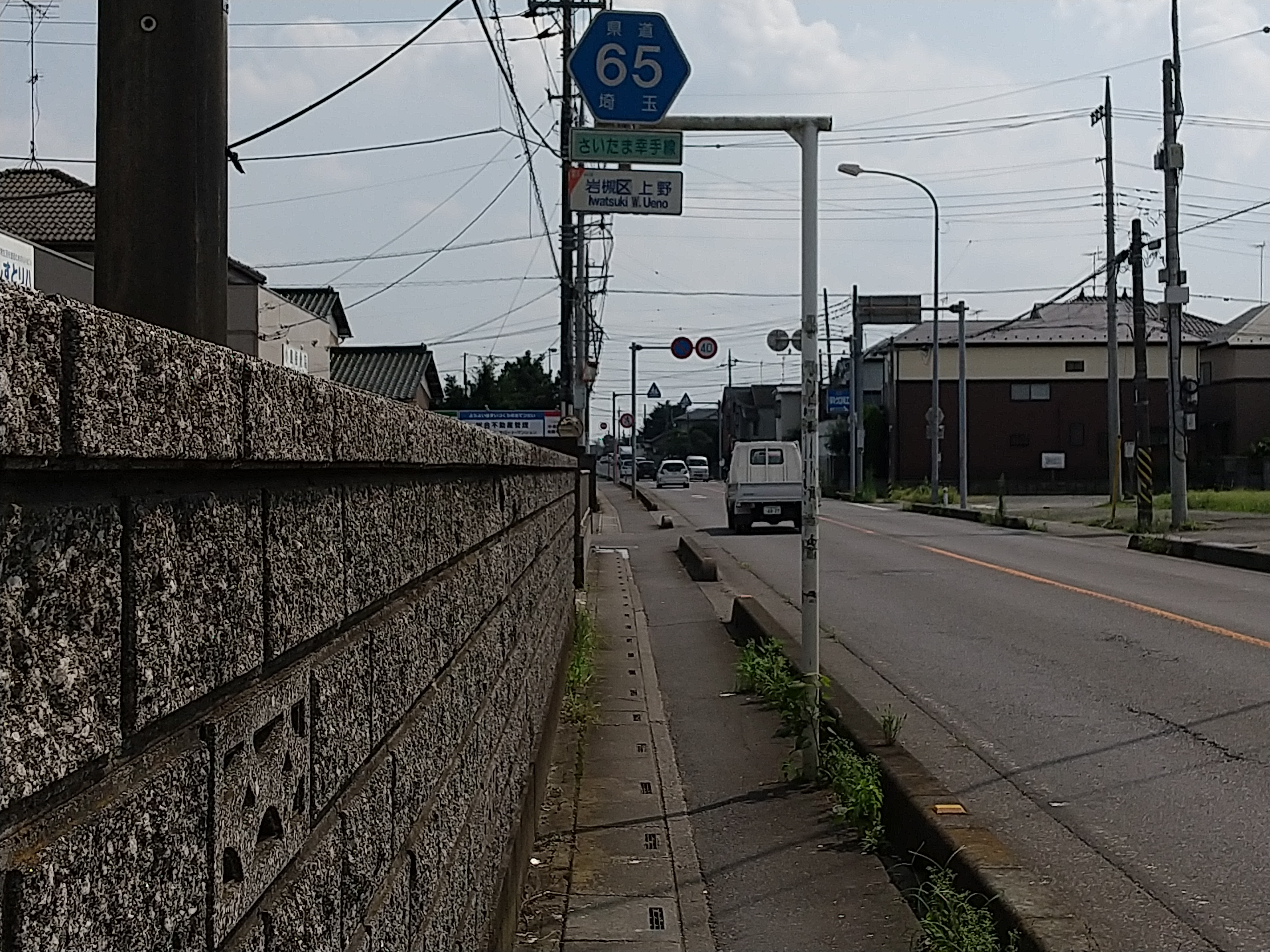
さいたま市岩槻区上野付近
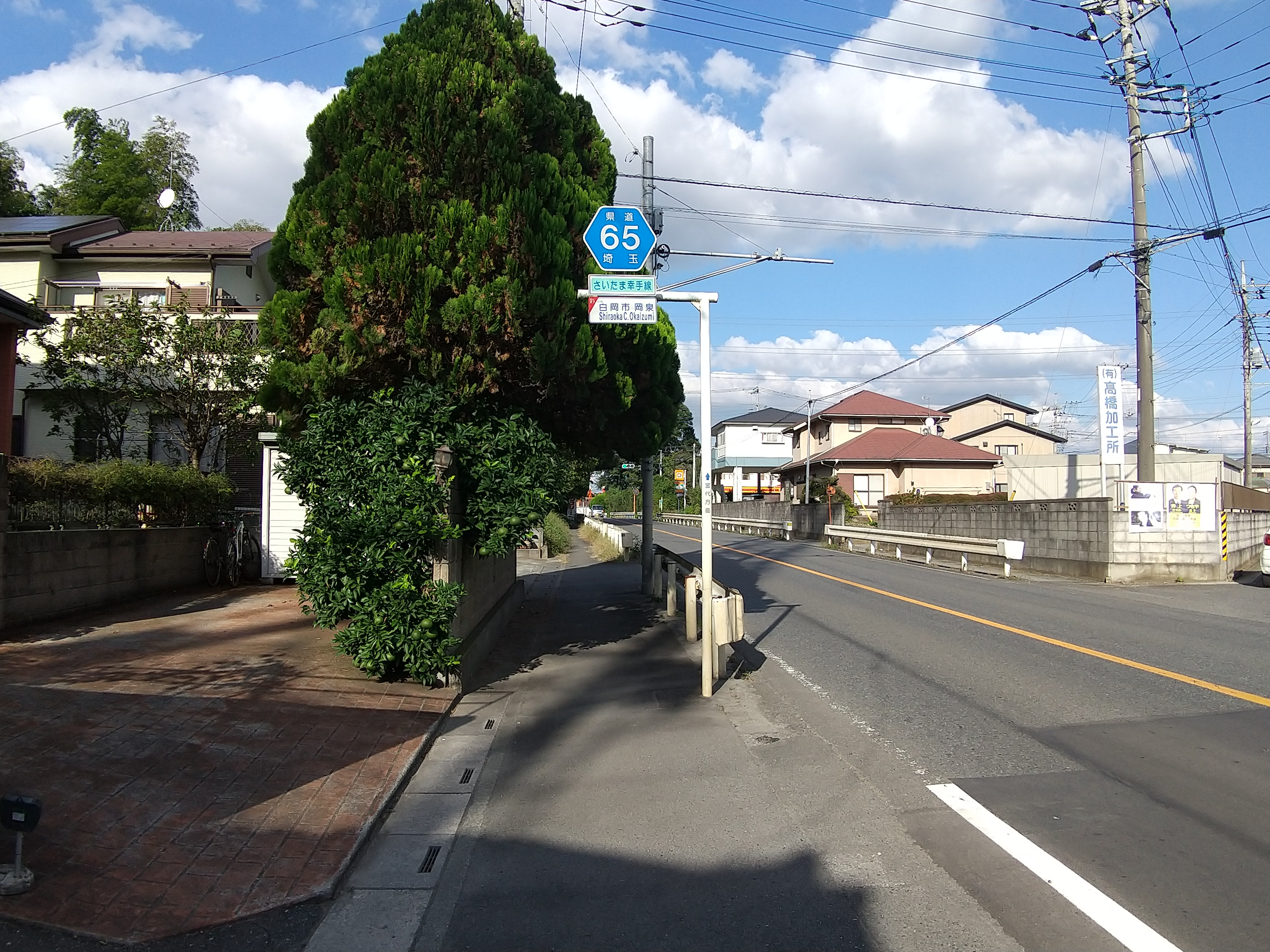
白岡市岡泉付近
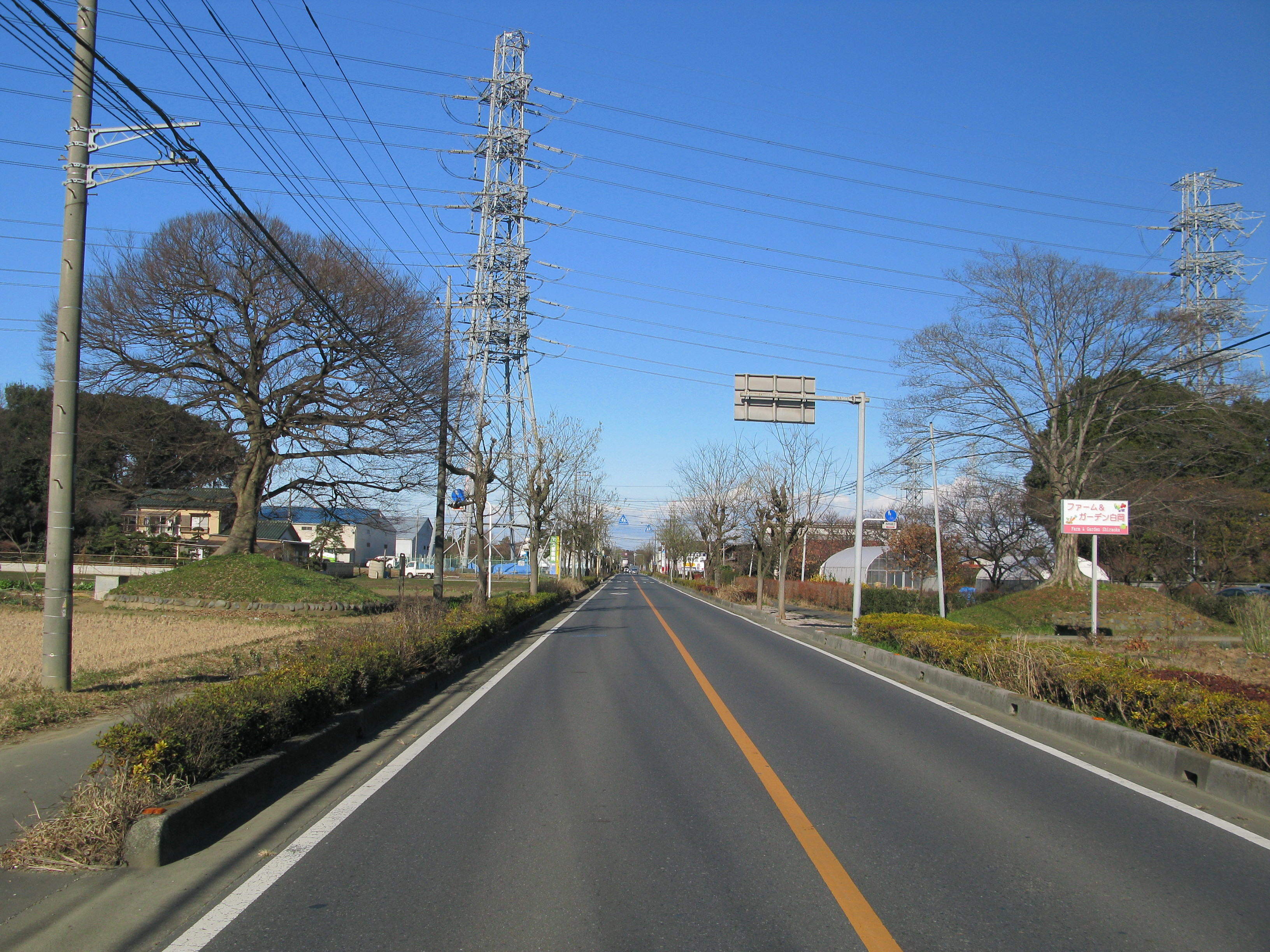
白岡市下野田付近
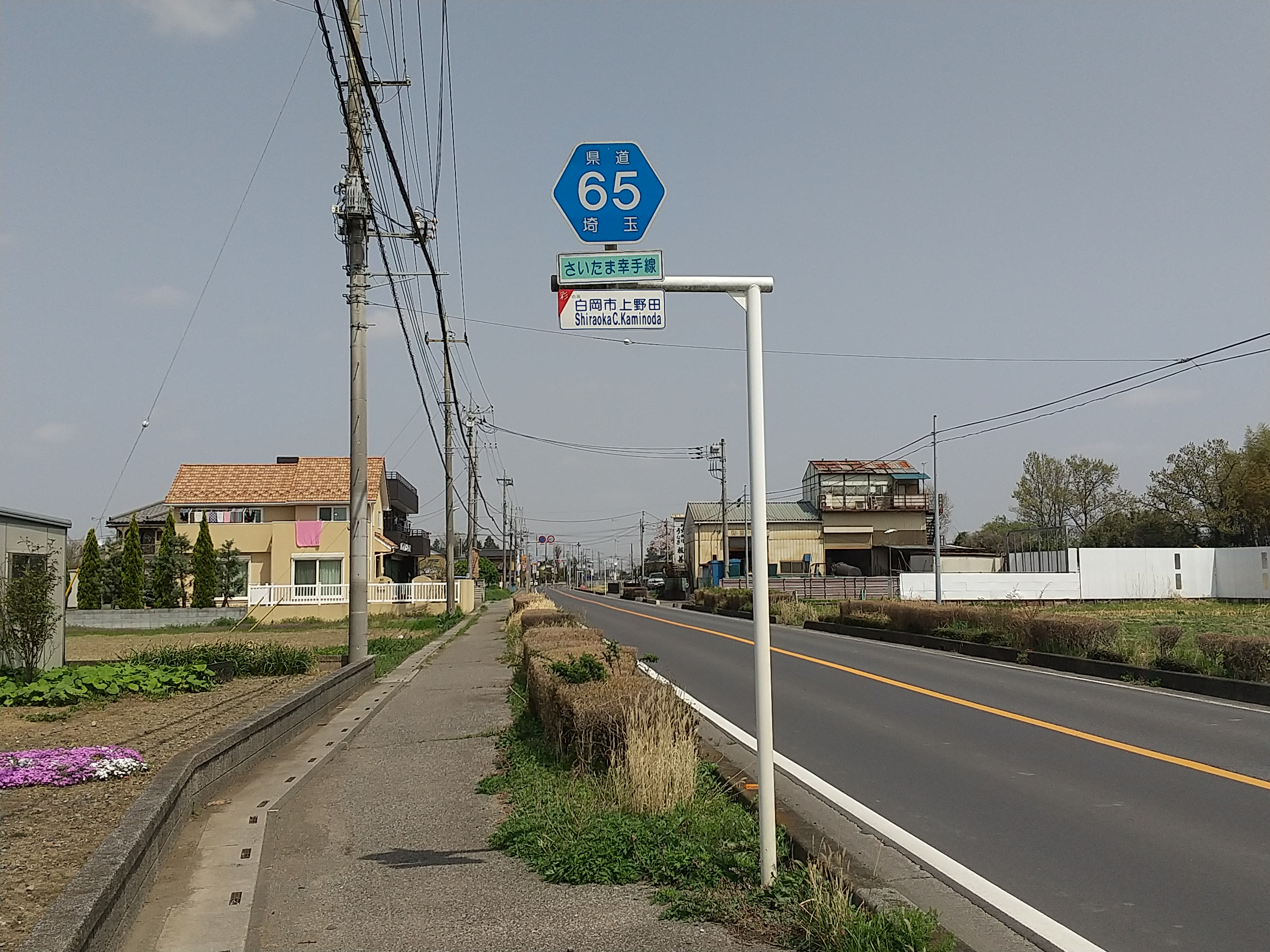
白岡市上野田付近
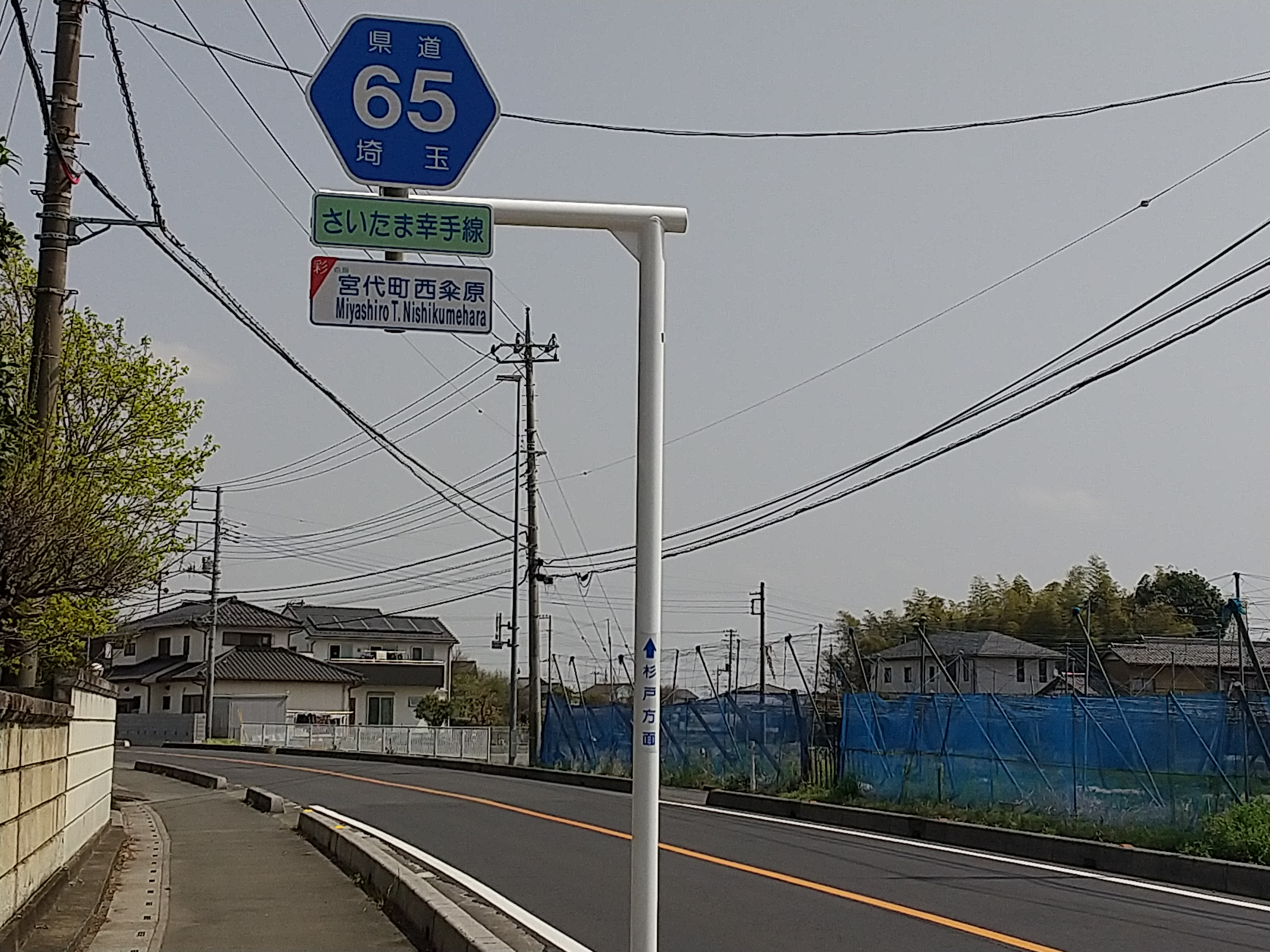
宮代町西粂原付近
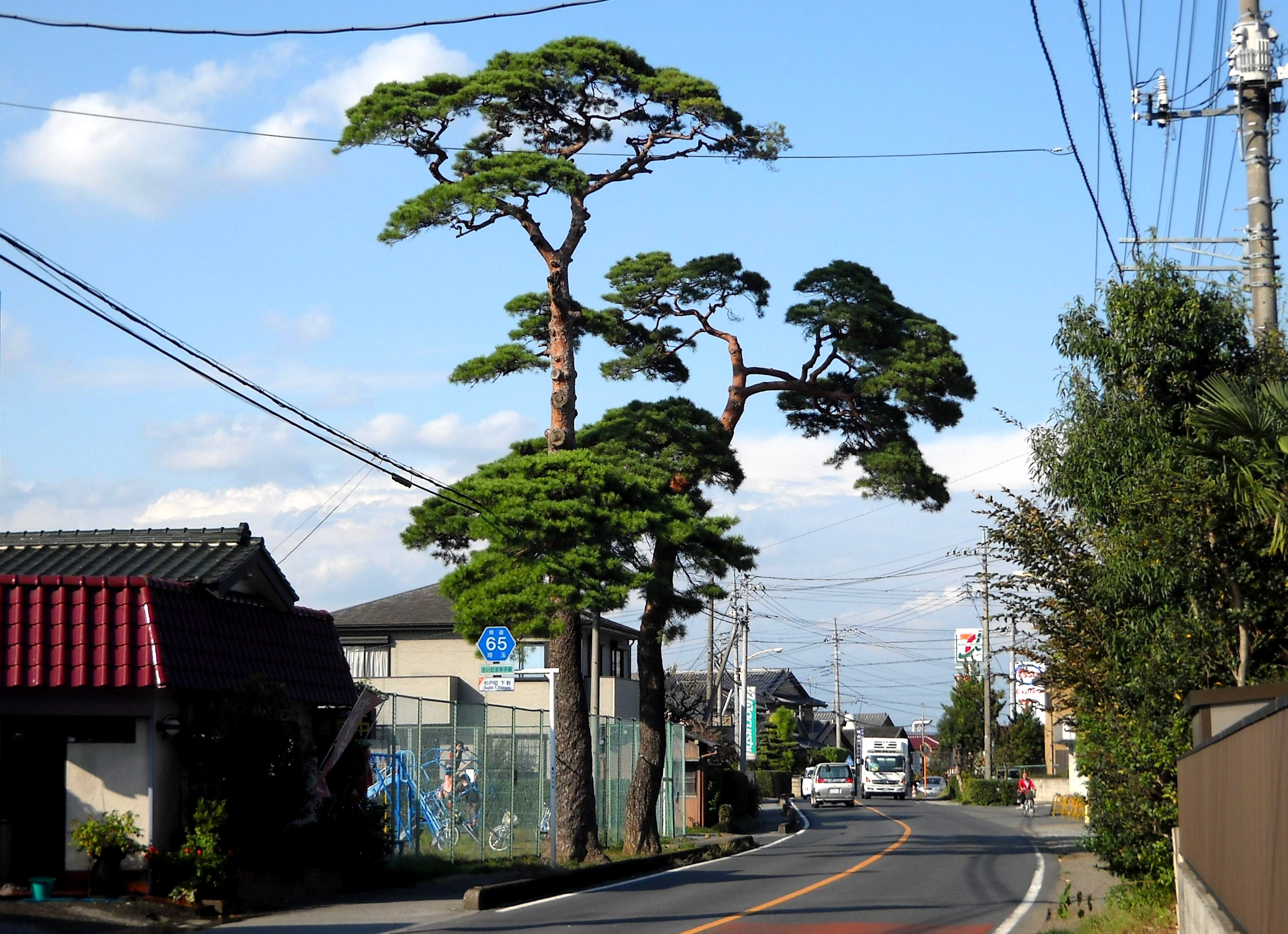
北葛飾郡杉戸町下野付近
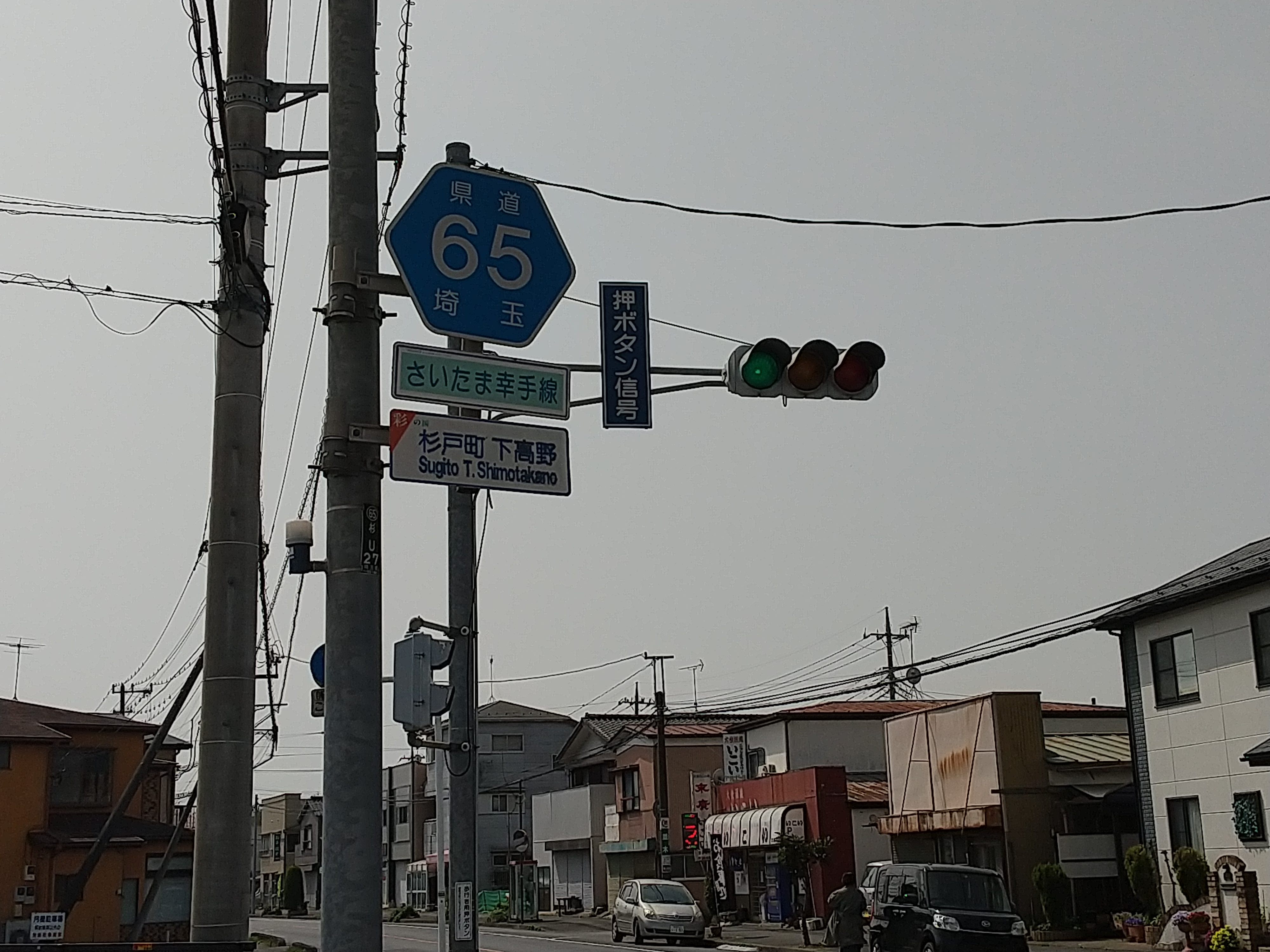
幸手市下高野付近
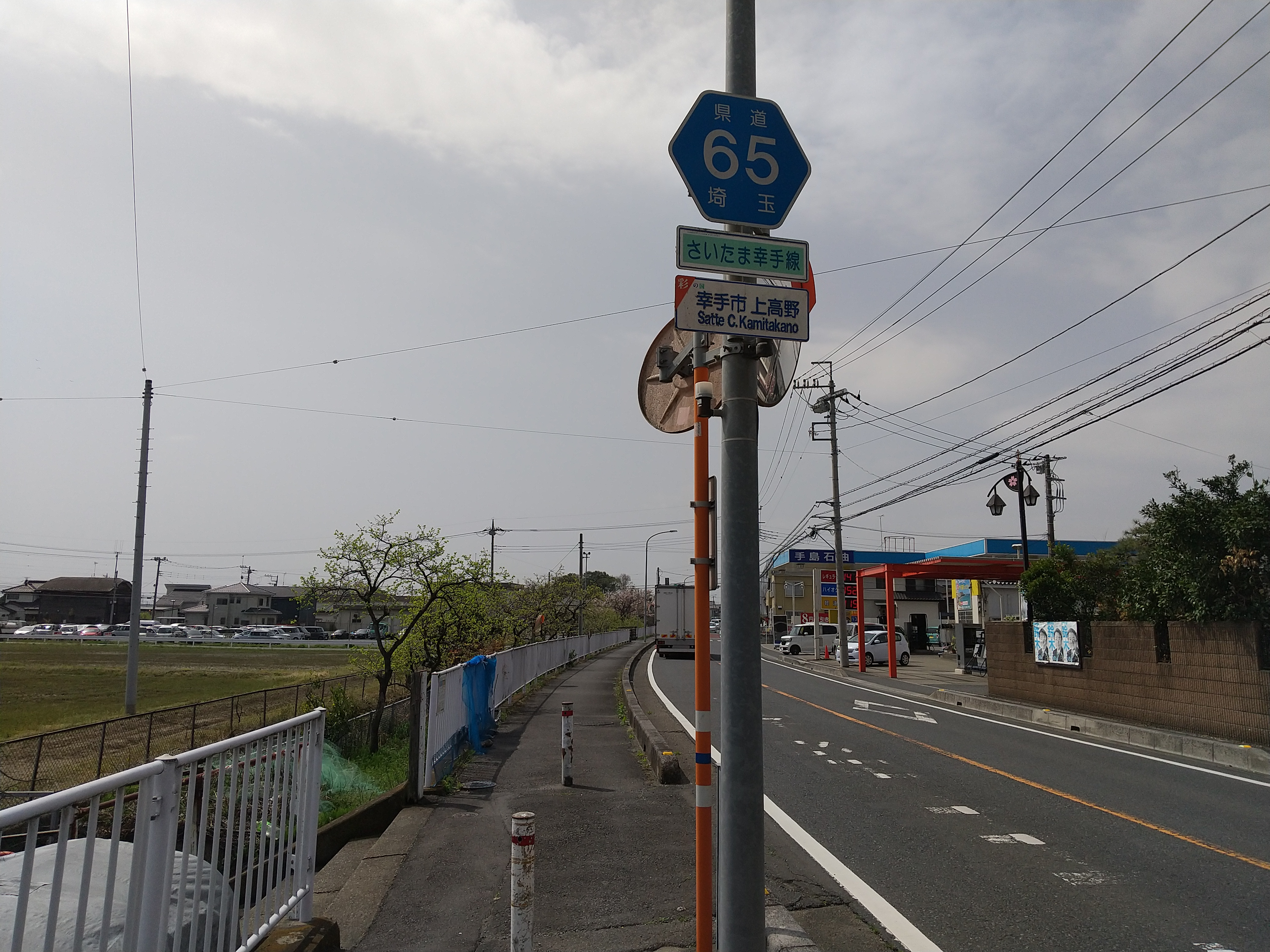
幸手市上高野付近
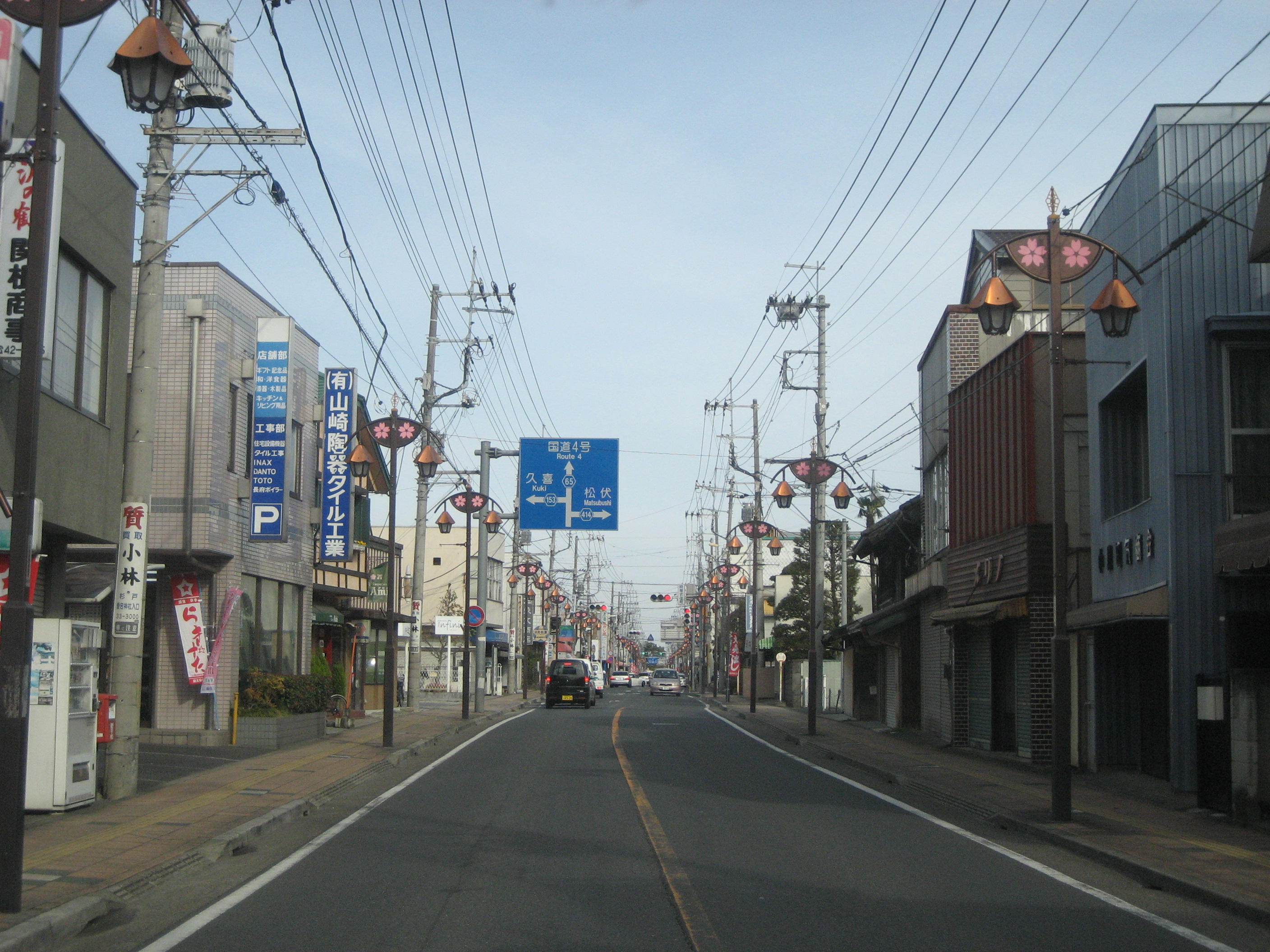
幸手市街地